# HD 103799
HD 103799，又名BD+41 2253，SAO 43963、HR 4572，是一颗恒星，视星等为6.62，位于銀經159.77，銀緯72.68，其B1900.0坐标为赤經11h 52m 5.9s，赤緯+40° 72.68′ 7″。